# 知識学
知識学（ちしきがく、独: die Wissenschaftslehre、W.-L.とも）は、広義には、知識一般に対する形而上学のことである。学一般の方法や認識論などか検討される哲学の一部門であるが、通常は以下に示すような特定の意味で用いられる言葉である。
1. ボルツァーノの書名のタイトル。1837年刊行。観念論的な知とは何かという一般的な意味としての知識学を主題とした書で、後述のフィヒテの知識学との関係はないとされている。フィヒテと区別されるために、書名に『学問論』という訳語も与えられる。
2. ドイツ観念論の代表的な哲学者・フィヒテの哲学のこと。通常、知識学というと、このフィヒテの哲学のことを指す。本項では、これを述べる。

## 概要
前にも触れてある通り、知識学は広義には、知識一般に対する形而上学のことであるが、通常はドイツ観念論の哲学者、フィヒテの哲学体系のこと。またフィヒテによるその講義録をも指す。フィヒテは「知識学」の名の元に、ベルリン・イェナの各期において内容を少しずつ改定しながら何度も講義を行っている（20数回の講義が知られている）、知識学＝フィヒテ哲学といっても過言ではない。フィヒテは1814年に急逝する直前まで、知識学の講義を続けていた。知識学の変遷はフィヒテの哲学思想の遍歴を示すものと等しい。また、「知識学」という同一タイトルの講義録が複数存在するので、便宜上、例えば1804年に講義されたものは「1804年の知識学」というように講義された年を付記して示すのが通例となっている。フィヒテは通俗講義、すなわち一般の聴衆を対象にした講義を多く行っており、知識学は大学においてだけではなく、一般向けにも説かれた。しかし現存する講義録は通俗講義でもかなり高度な内容をもっており、真剣な研究の対象となっている。
主著でもある『全知識学の基礎』（1794年）からフィヒテの知識学は始まっているが（その成立経緯や名の由来は後述）、無神論論争（1799年）を境に無神論論争の前の時期を自我を根本原理とした前期知識学、後の時期を自我を制限する絶対者を置き、この絶対者と自我との関係を説く後期知識学というふうに二分して、知識学の変節を考えるのが一般的である（ただし、この区分の検討も研究者らによって100年近く前から長年にわたり検討しつづけられてきた問題でもあって、知識学に変節を認めない論者、後期をさらに二分し三分法をとる論者などもいる。教科書的には、前に示したように前期・後期でよいだろう）。19世紀以来、フィヒテ研究では、ドイツ観念論の流れにより、シェリングのとの関係において論じられることが多い関係から、前期知識学に注目されがちであった。しかし第2次世界大戦後、後期知識学期の研究も着実に進展しつつある。

## 成立経緯
18世紀末から19世紀まで一世を風靡したカント哲学は、一方で優れて理論的で体系的であることから、なかなか理解されにくかった。この哲学に対して、マイモンやラインホルト、シュルツェなどがそれぞれカント哲学に対して何らかの答えを探ろうとしたものの、カント哲学からフィヒテに知識学を構想させる契機を与えたが、なかなかカント哲学が新たに示した議論（物自体、理論理性と実践理性、知的直観等）に答えうるものにはならなかった。
フィヒテが知識学の構想に至ったのは、こうしたカント哲学に応えようとしたことに他ならず、『あらゆる啓示批判の試み』で一躍著名になってイェナ大学へ招聘されたフィヒテにとっての仕事であった。
フィヒテによると、カントの『純粋理性批判』においては単に理論理性が、『実践理性批判』においては単に実践理性が取り扱われており、この二つの理性が並立的に扱われているという。
カントは、理論理性においては超感性界を決して認識することはできず一方で実践理性は我々が認識しえない超感性界に属するものであり、端的に自由な活動をするという。我々は超感性界ではなく、現象界しか認識できない。このため、実践理性は、我々の認識を超えた自由な振る舞いとして現すことが可能であり（これは完全に自由というのではなく客観的に見ても倫理的であるように自ら律する（＝アウトノミー Autonomie）働きも同時に持つ）、現象界においてのみ働く理論理性より上位にある能力とされている。しかしフィヒテによると、カントはこの段階で終えてしまっており、両者の連関についての統一的な体系までは構築していないという。
実践理性にしても理論理性にしても、元々は人間（換言すれば「自我 (das Ich)」）であり、フィヒテはこの二つの理性の働きの元である自我という概念から、カントの理性の働きを体系づけようと考えるに至った。